# ルワンダ人民民主連合
ルワンダ人民民主連合（ルワンダじんみんみんしゅれんごう、英語：Democratic Union of the Rwandan People、フランス語：Union Démocratique du Peuple Rwandais）は、ルワンダの政党。2003年9月30日総選挙で53議席中1議席を獲得した。ルワンダ愛国戦線などとともに連立与党を構成している。